# Charles Dias
Charles Dias de Oliveira (Belém, Brasil, 4 de abril de 1984) es un exfutbolista brasileño que jugaba como delantero. Cuenta con pasaporte portugués.
Es primo de los también futbolistas Igor de Souza y Yuri de Souza.

## Trayectoria

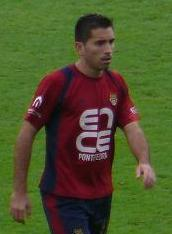
Charles, como jugador del Pontevedra C. F. en 2007.

Comenzó su carrera en las categorías inferiores del Santos F. C. y el Tuna Luso Brasileira, antes de fichar por el C. D. Feirense portugués en la temporada 2001-02. Allí jugó durante tres años, en los que consiguió un campeonato de la II Divisão y el consiguiente ascenso a Segunda División en la campaña 2002-03. En la temporada 2003-04 jugó treinta partidos y marcó tres goles en la segunda categoría del fútbol portugués.
En julio de 2004 se confirmó su fichaje por el Pontevedra C. F., con el que debutó en la Segunda División de España. Este hecho tuvo lugar el 28 de agosto en una derrota por 0-1 frente al Club Polideportivo Ejido; sustituyó en el minuto 75 a su compañero Manuel Canabal y tres minutos después fue expulsado. En la temporada 2004-05 disputó un total de treinta y tres encuentros en los que marcó seis goles, pero el Pontevedra descendió a la Segunda División B. Continuó formando parte del equipo gallego en la categoría de bronce durante los cinco años siguientes, en los que coincidió con sus primos Igor y Yuri, que también jugaban como delanteros. Se marchó del club gallego con 57 goles en 194 partidos.
A principios de julio de 2010 se anunció su incorporación al Córdoba C. F. para las siguientes dos temporadas. En su primera campaña anotó un total de quince goles en Segunda División, entre los que destacaron tres dobletes frente al Rayo Vallecano de Madrid, el Xerez C. D. y el Albacete Balompié; mientras que en la segunda logró siete tantos y jugó la promoción de ascenso a Primera División, en la que el Córdoba fue derrotado por el Real Valladolid C. F.
De cara a la temporada 2012-13 fichó por la U. D. Almería, donde se proclamó máximo anotador de Segunda División con veintisiete goles. Además, en los play-offs fue el autor de otros cinco tantos que contribuyeron al ascenso del Almería a Primera División. Todo ello le sirvió para ser galardonado con el Premio LFP al mejor delantero de la categoría.
El 24 de junio de 2013 fue traspasado al R. C. Celta de Vigo a cambio de un millón de euros. En el partido de su debut en Primera División anotó uno de los goles de su equipo en el empate a dos ante el R. C. D. Español. El 16 de septiembre se convirtió en el autor del primer gol en la historia del nuevo estadio de San Mamés, con su tanto a los 13 minutos, aunque el Celta fue derrotado por 3-2 por el Athletic Club. Concluyó la temporada 2013-14 marcando un doblete en la victoria por 2-0 ante el Real Madrid C. F. en la jornada 37, con el que alcanzó la cifra de doce tantos. En su segunda campaña en el cuadro gallego tuvo un papel secundario, ya que Berizzo apostó por Larrivey como delantero titular. Charles logró cuatro tantos en la temporada, destacando el gol logrado en Riazor en el derbi gallego ante el Deportivo (0-2).
De cara a la temporada 2015-16 se incorporó a la disciplina del Málaga C. F. en una operación valorada en 500 000 euros, reencontrándose así con su entrenador en el Almería y Pontevedra; Javi Gracia. El 3 de octubre firmó un hat-trick ante la Real Sociedad, logrando así sus primeros tantos con el club malacitano. Acabó la campaña como máximo goleador de la plantilla, con doce tantos. En su segunda temporada, le pasó algo similar a la vivido en el Celta, ya que perdió la titularidad en favor de Sandro Ramírez anotando tan sólo 3 goles durante toda la campaña.
El 4 de julio de 2017 se cerró su incorporación a la Sociedad Deportiva Eibar. El 20 de agosto, en su debut en el cuadro armero, dio la victoria al equipo en La Rosaleda ante el Málaga. Finalizó la campaña como máximo goleador del equipo, igualado con Kike García, con ocho goles. El 31 de agosto de 2018 dio el triunfo al cuadro eibarrés, con un remate de cabeza, en el derbi guipuzcoano ante la Real Sociedad. En diciembre inició una espectacular racha goleadora al conseguir nueve tantos (incluyendo tres dobletes) en ocho jornadas, que le situaron como uno de los máximos goleadores de La Liga.
El 31 de julio de 2020, tras hacerse oficial que no continuaría en el conjunto armero, regresó al Pontevedra C. F. En este club pasó los últimos años de su carrera hasta su retirada al finalizar la temporada 2022-23.

## Clubes
| Club                | País     | Año       |
| ------------------- | -------- | --------- |
| C. D. Feirense      | Portugal | 2002-2004 |
| Pontevedra C. F.    | España   | 2004-2010 |
| Córdoba C. F.       | España   | 2010-2012 |
| U. D. Almería       | España   | 2012-2013 |
| R. C. Celta de Vigo | España   | 2013-2015 |
| Málaga C. F.        | España   | 2015-2017 |
| S. D. Eibar         | España   | 2017-2020 |
| Pontevedra C. F.    | España   | 2020-2023 |

## Palmarés

### Campeonatos nacionales
| Título     | Club             | País     | Año  |
| ---------- | ---------------- | -------- | ---- |
| II Divisão | C. D. Feirense   | Portugal | 2003 |
| Copa RFEF  | Pontevedra C. F. | España   | 2007 |

### Distinciones individuales
| Distinción                                       | Año  |
| ------------------------------------------------ | ---- |
| Trofeo Pichichi (Segunda División)               | 2013 |
| Premio LFP (mejor delantero de Segunda División) | 2013 |